# Bantigny
Bantigny ist eine französische Gemeinde im Département Nord in der Region Hauts-de-France. Sie gehört zum Kanton Cambrai im Arrondissement Cambrai.  Die Bewohner nennen sich Bantignois.

## Geografie
Die Gemeinde Bantigny liegt sechs Kilometer nördlich von Cambrai. Sie grenzt im Norden an Hem-Lenglet, im Nordosten an Paillencourt, im Osten an Thun-l’Évêque, im Südosten und im Süden an Cuvillers, im Südwesten an Blécourt und im Westen an Abancourt. Das Siedlungsgebiet liegt auf 48 Metern über Meereshöhe.

## Bevölkerungsentwicklung
| Jahr                       | 1962 | 1968 | 1975 | 1982 | 1990 | 1999 | 2008 | 2013 | 2020 |
| Einwohner                  | 258  | 264  | 250  | 440  | 477  | 465  | 456  | 490  | 515  |
| Quellen: Cassini und INSEE |      |      |      |      |      |      |      |      |      |

## Sehenswürdigkeiten

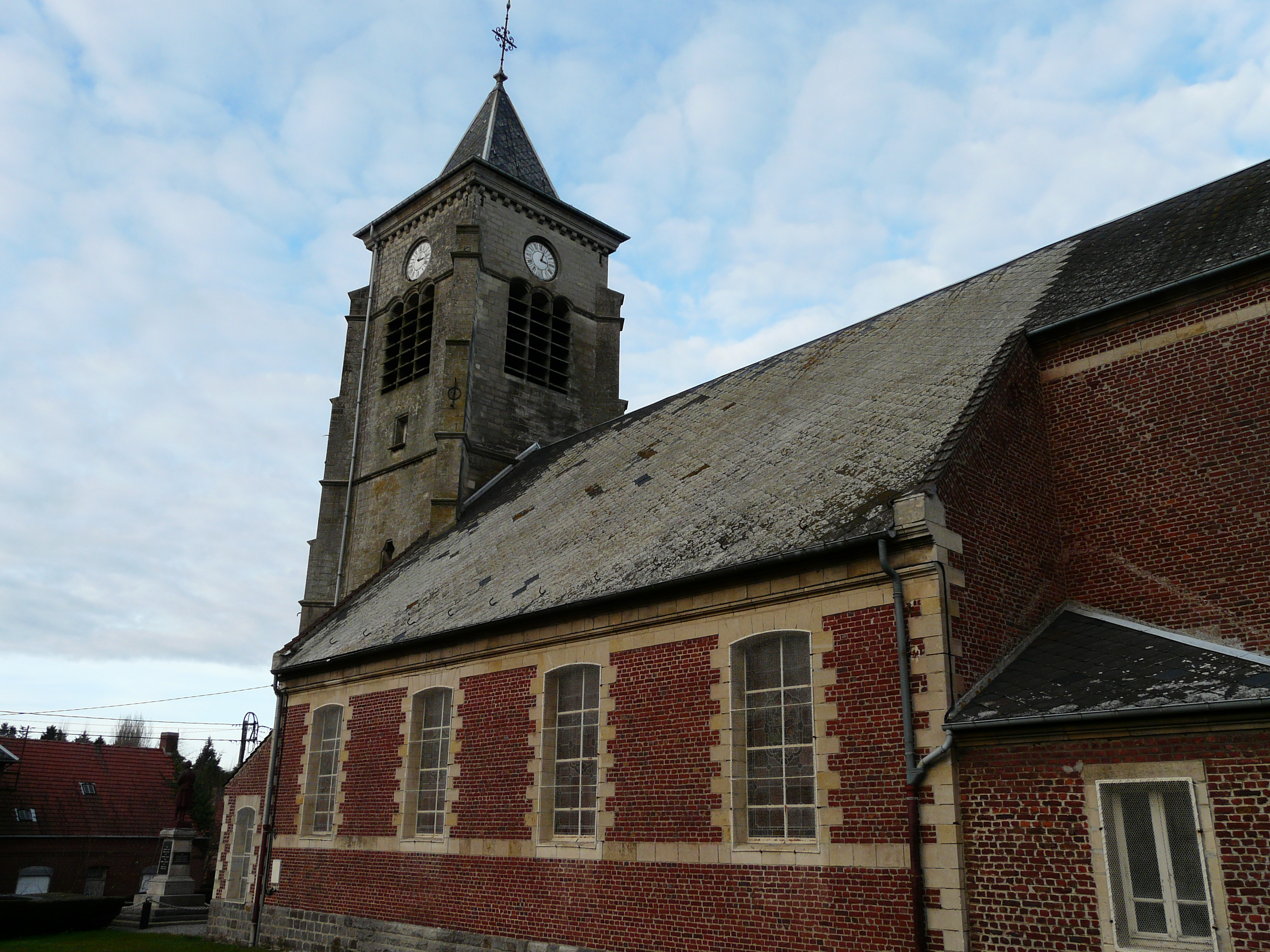
Kirche Saint-Pierre
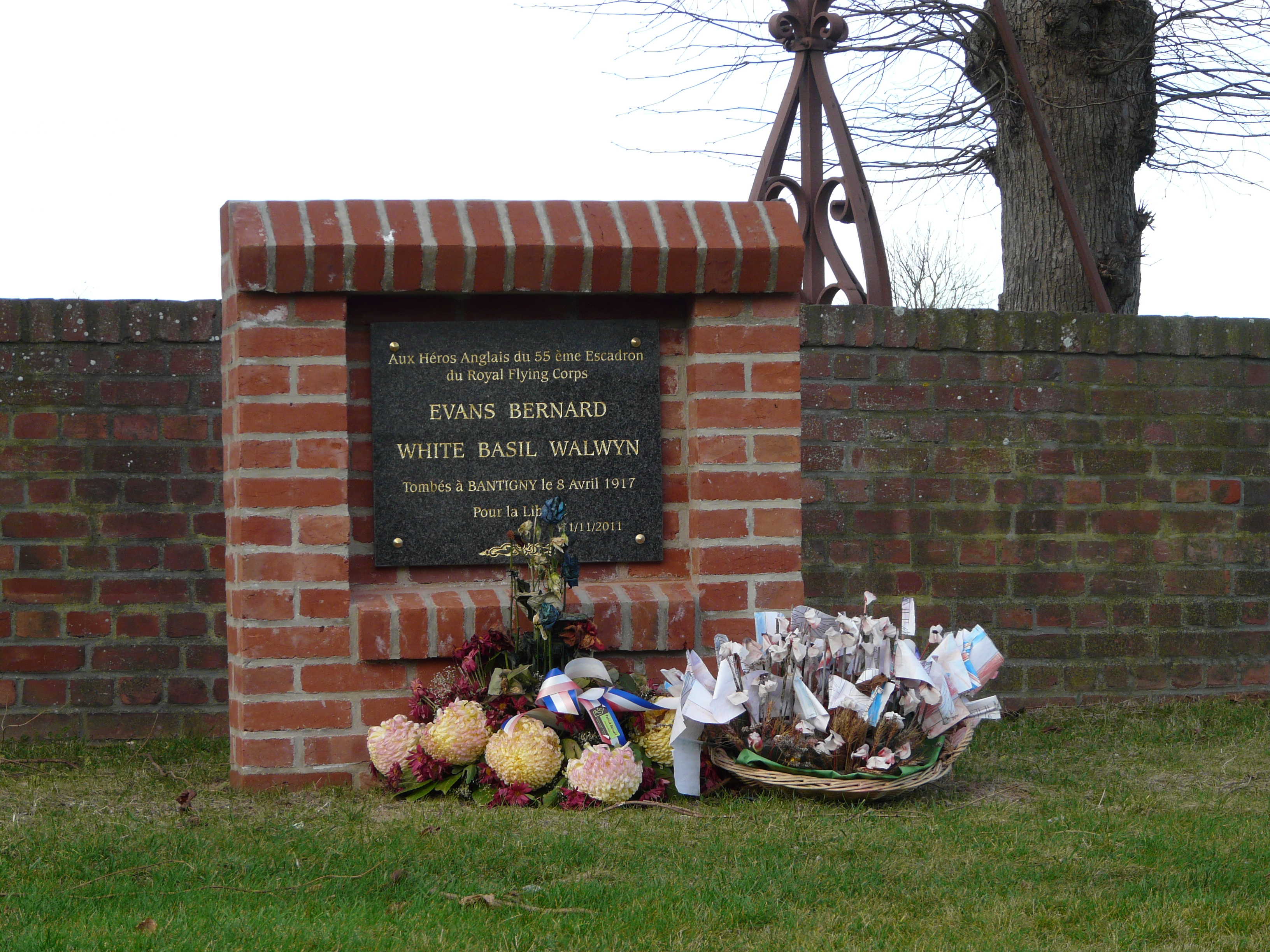
Denkmal für zwei im Ersten Weltkrieg gefallene britische Flieger

- Kirche Saint-Pierre
- Denkmal für zwei im Ersten Weltkrieg gefallene britische Flieger